# Bacuag
Bacuag est une localité de la province de Surigao du Nord, aux Philippines. En 2015, elle compte 14 486 habitants.